# Брупбахер, Паулетта
Паулетта Брупбахер (при рождении: Пелта Арон-Гиршевна Райгродская; 16 января1880, Пинск Минской губернии — 31 декабря 1967, Унтерендинген, Швейцария) — швейцарский врач.

## Биография
Родилась в Пинске в семье Арона-Гирша Райгродского и Фриды Нимцович. С 1903 по 1907 училась на философском факультете университета Берна, где в 1907 получила степень доктора наук. Затем изучала медицину в Берлине. Перед началом Первой мировой войны обосновалась в Женеве, где работала в наркологической клинике. В 1924 вышла замуж за анархиста Фрица Брупбахера, для которого это был третий брак. В течение двадцати лет они имели в Ауссерзиле совместную врачебную практику и активно занимались половым просвещением.
В 2009 году в честь Фрица и Паулетты Брупбахер была названа площадь в 3-м районе Цюриха, где ранее находился рабочий квартал Ауссерзиль (Brupbacherplatz).
- Сын — американский химик Григорий Гутзит (англ. Gregoire Gutzeit) (1901, Слуцк — 1972).

## Научные труды
- «Die Bodenreform. Eine dogmengeschichtlich-kritische Studie» (1907, Лейпциг)
- «De la dissociation albumino-cytologique du liquide céphalo-rachidien dans le tabes et la paralysie générale» (1933, Женева)
- «Der Abort in Russland» (1931, Берн)
- «Rationalisierung und Hygiene» (1932, Берлин)
- «Sexualfrage und Geburtenregelung» (1936, Цюрих)
- «Zur Erinnerung an Fritz Brupbacher : 1874—1945» (1945, Цюрих)
- «Meine Patientinnen» (1953, Цюрих)
- «Hygiene für jedermann» (1955, Цюрих)